# Fórum Brasileiro de Mudança do Clima

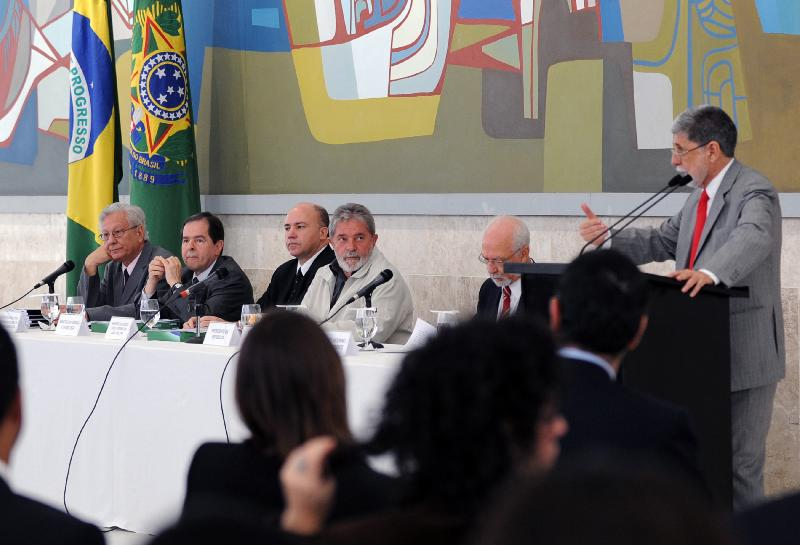
Reunião de coordenação anual do Fórum Brasileiro de Mudanças Climáticas em 26 de outubro de 2010, com a presença do presidente Lula e do ministro de relações exteriores Celso Amorim.

O Fórum Brasileiro de Mudança do Clima (FBMC) é um organismo científico do Governo do Brasil com o objetivo de assessorar a Presidência da República, estudar o problema do aquecimento global em suas implicações para o país, auxiliar na criação e promoção de políticas e divulgar informação relevante para o público em geral.
Foi criado por decreto presidencial em 20 de junho de 2000 com a denominação de Fórum Brasileiro de Mudanças Climáticas, recriado por novo decreto de 28 de agosto do mesmo ano. O objetivo foi criar uma assessoria qualificada para a Presidência da República nessas questões, bem como "conscientizar e mobilizar a sociedade para a discussão e tomada de posição sobre os problemas decorrentes da mudança do clima por gases de efeito estufa, bem como sobre o Mecanismo de Desenvolvimento Limpo (CDM) definido no Artigo 12 do Protocolo de Quioto à Convenção-Quadro das Nações Unidas sobre Mudança do Clima, ratificada pelo Congresso Nacional por meio do Decreto Legislativo no 1, de 3 de fevereiro de 1994".
Seu primeiro secretário-executivo foi Fabio Feldmann. Em 2009 o Fórum foi reconhecido como um dos instrumentos institucionais da Política Nacional de Mudanças Climáticas e em 2017 ganhou o nome atual e foi reformulado com a criação de 10 Câmaras Temáticas: 1. Florestas, Biodiversidade, Agricultura e Pecuária; 2. Energia; 3. Mobilidade e Transportes; 4. Indústria; 5. Cidades e Resíduos; 6. Financiamento; 7. Defesa e Segurança; 8. Visão de longo prazo; 9. Ciência, Tecnologia e Inovação, e 10. Adaptação, gestão de riscos e resiliência.
O Fórum conta com grande número de colaboradores de variadas áreas do governo, da sociedade e da ciência. O Fórum aconselha a Presidência, manda representantes para órgãos colegiados do Fundo Nacional de Mudanças Climáticas, dos Planos de Prevenção e Controle ao Desmatamento, da Comissão Interministerial de Mudanças Climáticas, da Comissão Nacional de REDD+ e do Plano Nacional de Adaptação; tem lugar permanente no Painel Brasileiro de Mudanças Climáticas; participou dos debates das conferências internacionais Rio+20, COP 17 em Durban, COP 18 no Qatar-Doha, COP 19 em Varsóvia, e contribuiu com estudos para a Comissão Interministerial de Mudanças Climáticas.
Seu período de maior atividade ocorreu logo após sua criação, mas no governo Dilma começou a perder espaço. Em 2016 seu secretário-executivo, o físico Luiz Pinguelli Rosa, deixou o cargo discordando do impeachment de Dilma Rousseff. Foi indicado em seu lugar Alfredo Sirkis, prometendo revitalizar o órgão, mas a nomeação gerou polêmica, e o Grupo Carta de Belém, que colabora com o Fòrum, publicou carta aberta em protesto, alegando que a decisão não foi transparente e que traz "grave conflito de interesses, já que o recém nomeado secretário marcadamente representa a posição de parte do setor empresarial e de algumas ONGs que defendem a precificação do carbono".